# Valleroy-aux-Saules
Valleroy-aux-Saules is een gemeente in het Franse departement Vosges (regio Grand Est) en telt 235 inwoners (2004). De plaats maakt deel uit van het arrondissement Neufchâteau.

## Geografie
De oppervlakte van Valleroy-aux-Saules bedraagt 5,0 km², de bevolkingsdichtheid is 47,0 inwoners per km².
De onderstaande kaart toont de ligging van Valleroy-aux-Saules met de belangrijkste infrastructuur en aangrenzende gemeenten.

## Demografie
Onderstaande figuur toont het verloop van het inwonertal (bron: INSEE-tellingen).